# Reismannhof

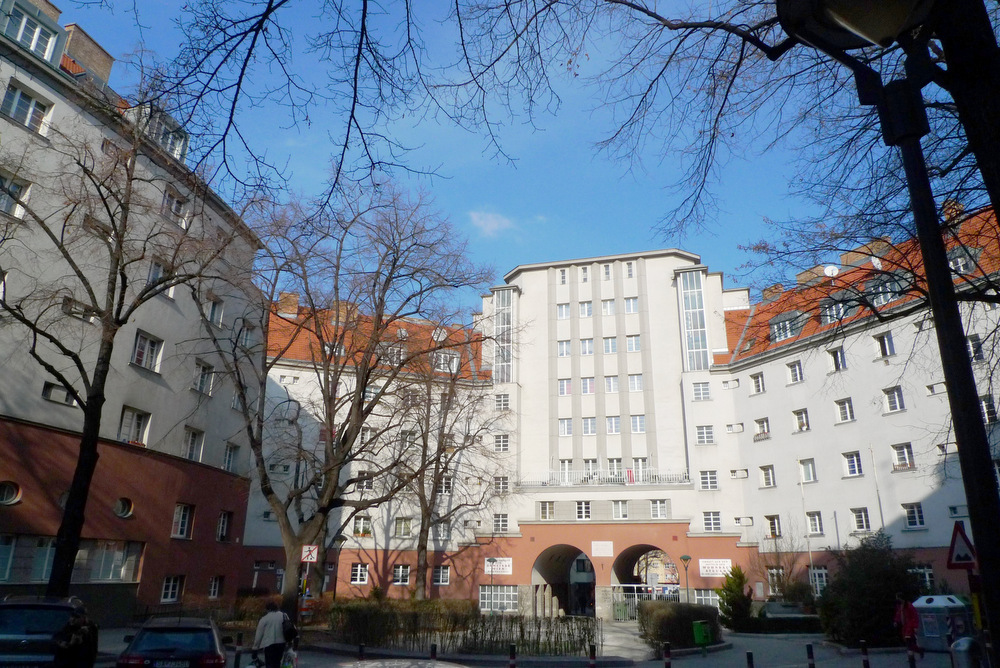
Gekrümmte Wände im Innenhof

Der Reismannhof ist eine städtische Wohnhausanlage der Gemeinde Wien, erbaut 1924–1925 nach Plänen von Heinrich Schmid und Hermann Aichinger. Er befindet sich in Meidling, Am Fuchsenfeld 1–3, und wird von der Längenfeldgasse, der Malfattigasse, der Murlingengasse, der Rizygasse und der Rothkirchgasse umschlossen.

## Baubeschreibung
Der Reismannhof steht in engem Zusammenhang mit dem Fuchsenfeldhof, der sich auf der anderen Seite der Längenfeldgasse befindet. Nachdem 1921–1924 diese Wohnhausanlage errichtet worden war, setzten die gleichen Architekten den Bau fort, der heute als Reismannhof einen selbstständigen Baukörper bildet.
Die Anlage umfasst 604 Wohnungen, verschiedene Geschäftslokale und ein Kindertagesheim. Markant sind mehrere turmartige Gebäudeteile, der zentrale davon besitzt Rundbögen. Davor gibt es einen Hauptplatz, zu dem eine geschwungene Straße von der Längenfeldgasse her führt. Glatte Fassaden wechseln mit expressiven Bauabschnitten. Beim Kindertagesheim befinden sich zwei Plastiken, die musizierende Kinder darstellen.

## Geschichte

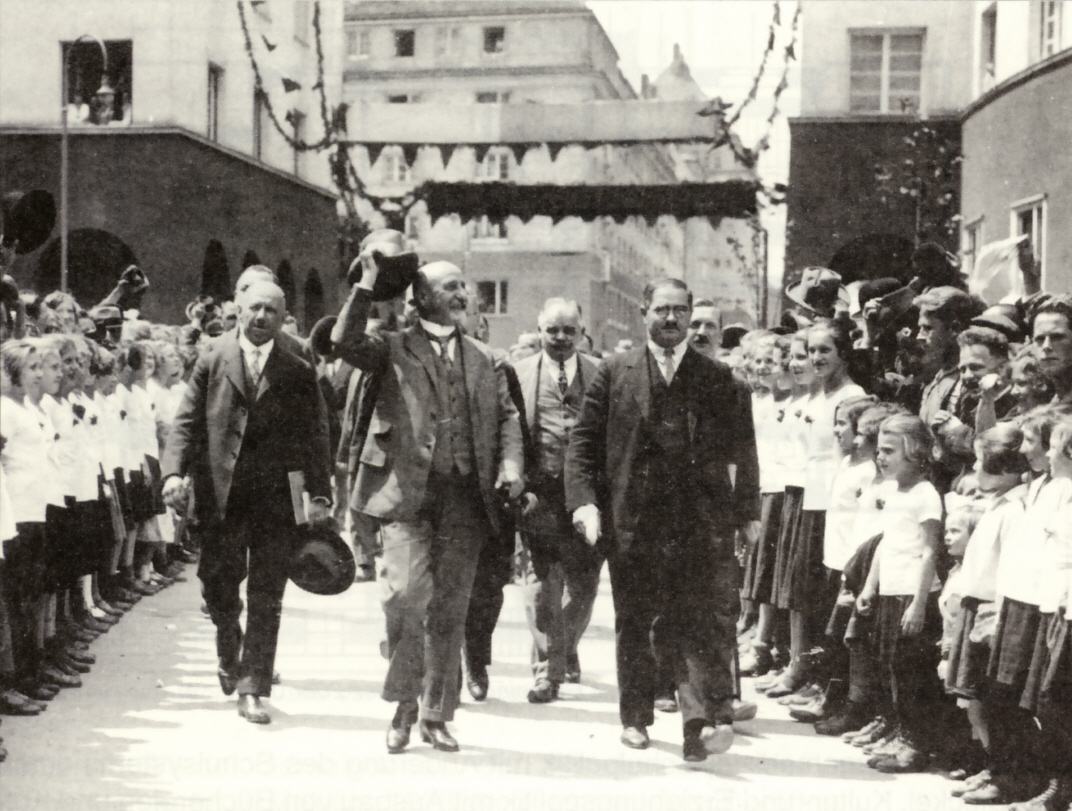
Eröffnung des späteren Reismannhofes durch Bürgermeister Karl Seitz und Edmund Reismann, 1926

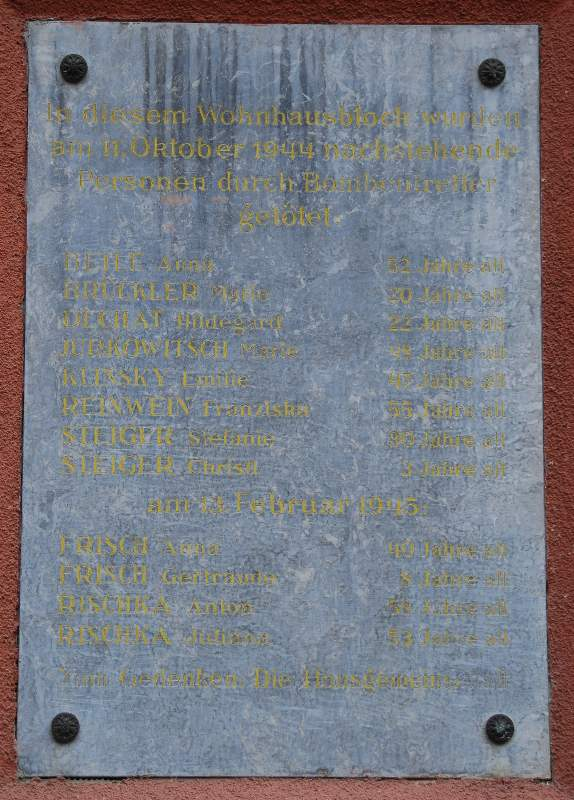
Gedenktafel für Opfer des Bombenkriegs im Reismannhof

Während der bürgerkriegsartigen Ereignisse des Februar 1934 bildeten die vom Republikanischen Schutzbund besetzten Höfe des Reismannhofes und des Fuchsenfeldhofes ein Zentrum des Kampfes gegen den Austrofaschismus. Am 13. Februar unternahmen die Schutzbündler aus beiden Höfen einen Entlastungsangriff auf den von Regierungstruppen besetzten Reumannhof, mussten aber vor der Übermacht zurückweichen. Am 14. Februar eroberte das Bundesheer den nördlichen Teil des Reismannhofes und am 15. Februar die gesamte Anlage.
Am 10. Oktober 1948 wurde durch Bürgermeister Theodor Körner eine Gedenktafel zur Erinnerung an acht bei einem Bombenangriff am 11. Oktober 1944 und weitere vier bei einem Bombenangriff am 13. Februar 1945 getötete Bewohner enthüllt.
1949 wurde die hier besprochene Wohnhausanlage vom Fuchsenfeldhof abgetrennt und nach Edmund Reismann, einem sozialdemokratischen Kommunalpolitiker, benannt. Am Zentralgebäude befindet sich eine aus diesem Anlass am 11. September 1949 von Theodor Körner enthüllte Gedenktafel für Reismann, der 1942 im Konzentrationslager Auschwitz umkam.
Seit dem 1. August 2004 steht der Reismannhof unter Denkmalschutz (Listeneintrag).